# Blastobotrys aristata
Blastobotrys aristata är en svampart som beskrevs av Marvanová 1976. Blastobotrys aristata ingår i släktet Blastobotrys och familjen Trichomonascaceae.   Inga underarter finns listade i Catalogue of Life.